# عبد الله بن طاهر
عبد الله بن طاهر الخراساني (ح. 798 -844/845م) كان الحاكم الطاهري على خراسان من عام 828 وحتى وفاته. وربما كان أشهر حكام الطاهريين.
لما توفى «طاهر» –سنة (207هـ = 822م)- عهد «المأمون» إلى «عبد الله بن طاهر» بولاية «خراسان» خلفًا لأبيه، فاستخلف «عبد الله» عليها أخاه «طلحة»، فاستمر عليها حتى توفي بعد سبع سنين.
واستطاع «عبد الله» أن يدفع «نصر بن شبث» إلى الاستسلام –سنة (209هـ = 824م)- بعد أن وعده بالأمان، فقضى بذلك على واحدة من أخطر حركات التمرد والعصيان التي واجهت العباسيين.

## عبد الله بن طاهر في مصر
وبعد ذلك اتجه «عبد الله» بجيشه إلى «مصر» التي كانت تموج بالفتن والاضطرابات بعد تمرد ولاتها على سلطان العباسيين، فزحف إليها بجيشه –سنة (211هـ = 826م)- وأرسل إلى «عبيد الله بن السري» –والي مصر- يدعوه إلى السمع والطاعة للخليفة «المأمون»، ولكن «ابن السري» حاول رشوته بهدية كبيرة، أرسلها إليه خفية، فردها «عبد الله»، وكتب إليه يقول: «لو قبلت هديتك نهارًا لقبلتها ليلاً.. بل أنتم بهديتكم تفرحون».
ولم يجد «ابن السري» بدًا من الاستسلام، فاستسلم له في (5 صفر 211هـ = 17 مايو 826)، ودخلها «عبد الله» واليًا عليها.
وقد شهدت فترة ولاية «عبد الله بن طاهر» على مصر –بالرغم من قصرها- استقرارًا وازدهارًا ملحوظًا في مختلف نواحي الحياة؛ فقد أعاد الأمن والهدوء إلى البلاد بعد أن تمكن من القضاء على الفوضى والاضطراب، كما شهدت العديد من مظاهر العمران، فقد أدخل «عبد الله» زيادات وتحسينات ملموسة في بناء الجامع العتيق بالفسطاط –«جامع عمرو بن العاص»- وزاد من عدد أبوابه، ودعم جدرانه، ورقّم مبانيه.
وحفلت كذلك ببعض مظاهر الإصلاح الاقتصادي، وتجلى ذلك في الاهتمام بتحسين أحوال الناس، والارتقاء بظروفهم المعيشية، كما اهتم بتطوير الزراعة.. ومما يذكر له أنه أول من أدخل زراعة البطيخ «العبدلي» الجيد –نسبة إلى «عبد الله»- بمصر.
وتميزت فترة ولايته بالعدل والنزاهة وحسن السيرة، والجود وحب الخير، فيروى أنه عندما دخل مصر منحه «المأمون» خراجها سنة، فصعد «عبد الله» المنبر، ولم ينزل حتى وزعها كلها على الناس.

## حركةبابك الخرمي
وما لبث «عبد الله» أن ترك مصر بعد أن اطمأن إلى استقرار الأمور بها، واستتباب الأمن والنظام فيها، وعاد إلى «بغداد» فأرسل الخليفة ابنه «العباس»، وأخاه «المعتصم»، وكبار رجال الدولة وأعيانها لاستقباله على مشارف المدينة تكريمًا له وتقديرًا لمكانته، ثم استقبله الخليفة في قصره وأكرمه وأظهر الحفاوة به.
وفي تلك الأثناء ظهرت حركة «بابك الخرمي» أولى الحركات الخارجة على سلطان الخلافة، والتي كانت واحدة من الفرق الهدامة التي تدعو إلى إباحة الأموال والنساء، وتستحل القتل والغصب.
وأراد «بابك» أن يحرك مشاعر «الفرس» لتأييده، فأشاع أنه من نسل «فاطمة بنت أبي مسلم الخراساني»، وأنه جاء لإقامة دولة الفرس، واستفحلت تلك الحركة، واشتد خطرها بعد أن استحل «بابك» دماء المسلمين والذميين على حد سواء، وفشلت كل محاولات الخلافة للقضاء عليهم، بعد هزيمة «محمد بن حميد» قائد الجيش الذي أرسله «المأمون» لقتال «بابك الخرمي» ومقتل «ابن حميد»، وأدى ذلك إلى انتشار الفزع في القرى المجاورة، وازداد نفوذ «بابك»، وتنامى خطره بعد أن انضم إليه قُطّاع الطرق، وأصحاب النحل الفاسدة، والناقمون على الخلافة.
فأرسل «المأمون» «عبد الله بن طاهر» –سنة (213هـ = 828م)- للقضاء على فتنة «بابك»، فلما علم «بابك» بقدومه لجأ إلى جبال «أذربيجان»، لتجنب الهزيمة أمام جيش «عبد الله»، الذي اضطر إلى رفع الحصار عنه والعودة إلى «خراسان».

## القضاء على حركةالمازبار
كما تصدى «عبد الله» كذلك لحركة «المازبار» في جبال «طبرستان»، وكان «المازبار» قد خرج على الخليفة «المأمون»، واشتدت فتنته في عهد الخليفة «المعتصم» –سنة (218-227هـ = 833-842م)- واعتنق «المزدكية» واستخف بالإسلام والمسلمين، واشتدت فتنته حتى ضج الناس، وهربوا من «طبرستان» بعد أن اشتد بها الخراب، فأخرج إليه «عبد الله بن طاهر» ثلاثة جيوش حاصرته حتى تمكنت من هزيمته وأسره، فساقوه إلى «عبد الله» في «خراسان» مكبلاً بالأغلال.

## الدولة الطاهرية.. نمط فريد من الحكم والإدارة
وكانت الدولة الطاهرية نمطًا فريدًا من أساليب الحكم، فهي لم تكن دولة منفصلة تمامًا عن الخلافة، كما لم تكن أيضًا ولاية تابعة بشكل مباشر لسلطة الخليفة، يعين عليها الولاة أو يعزلهم، وإنما كانت إمارة شبه مستقلة يحكمها أمير، يتوارث أبناؤه الإمارة من بعده.
وقد عمل «عبد الله بن طاهر» على توطيد أركان تلك الدولة الناشئة، واهتم بتنظيم النواحي الإدارية فيها، فكان يشدد الرقابة على عماله، ويحاسبهم على ما يخولهم فيه من سلطات إدارية، وكان حريصًا على الكتابة إليهم ومتابعتهم؛ فَسَادَ في عهده العدل والإنصاف.
واهتم كذلك بالنواحي الحربية والعسكرية في إمارته، فقد كان إقليم «خراسان» –مقر «الدولة الطاهرية»- يعد من ثغور دولة الخلافة الإسلامية، ومن ثم فقد اهتم بتحصينه، ووضع الفرق والحاميات العسكرية لحماية تلك الثغور، وعندما وجد «عبد الله» مدينة «نيسابور» المقر القديم للجند، قد ازدحمت بالجند والسكان، نقل مقر الجند إلى ضاحية جديدة هي «الشاذياخ»، وذلك لمنع المنافرة بين جنوده وسكان المدينة، وحتى لا يميل الجند إلى الحياة المدنية الوديعة، وظلت «نيسابور» عاصمة للدولة الطاهرية ومركزًا للحكم.
وعُنِي «عبد الله بن طاهر» بالقضاء، فنظم مجالس القضاء، واهتم بإقامة الحدود على الجرائم، وكان يعتني باختيار القضاة الذين يتحلون بسعة العلم والدقة والأمانة.
وعمل «عبد الله» على إيجاد وسيلة اتصال جيدة بينه وبين عماله من جهة، وبينه وبين الخلافة من جهة أخرى، لنقل الرسائل والمكاتبات الرسمية، واهتم بإصلاح وتطوير نظام البريد، وتلافي بعض السلبيات التي كانت تحدث من قبل نتيجة استغلال عمال البريد لوظيفتهم –وكانوا يتبعون الخلافة مباشرة، وينقلون إليها أخبار الولاة- فكان بعضهم يبتز الولاة ويهدد القضاة وعمال الخراج بالإساءة إليهم عند الخلفاء، فاستخدم «عبد الله بن طاهر» الحمام الزاجل في مراسلاته مع عمال دولته ومكاتباته للخلافة.

## حضارة وثقافة
وشهدت «الدولة الطاهرية» –في عهد «عبد الله بن طاهر»- ازدهارًا اقتصاديًا ملحوظًا، فقد اهتم بالزراعة وهو ما أدى إلى تنوع المحاصيل، وشق الترع وقنوات الري، وعندما اشتد النزاع بين المزارعين حول استخدام تلك القنوات أصدر عددًا من التشريعات والقوانين التي تنظم العلاقة بين المزارعين في استخدامها.
كما نشطت بعض الصناعات التي تخصصت في إنتاجها مدن معينة، فاشتهرت «مرو» بصناعة المنسوجات الحريرية والقطنية، كما اشتهرت أيضًا بصناعة الألبان وتجفيف الفواكه، واشتهرت «كركان» بصناعة الأخشاب، وتميزت «طبرستان» بصناعة المفروشات والأكسية الطبرية، وجادت كذلك الصناعات المعدنية وخاصة الحديد في إقليم ما وراء النهر، وكان لصناعة السجاد أهمية خاصة فقد انتشرت تلك الصناعة في إيران منذ القدم، بالإضافة إلى صناعة الجلود والخزف والأسلحة.
وقد أدى ذلك إلى رواج التجارة في تلك المناطق، وازدهار أسواقها، وظهور أسواق شهيرة بها مثل أسواق «نيسابور» و«كرمان».

## النهضة الفكرية والعلمية في عهد عبد الله بن طاهر
كما شهدت الحياة الفكرية والعلمية والثقافية نهضة كبيرة في عهد «عبد الله بن طاهر»، فكان يشجع العلماء والأدباء والشعراء، وكان «عبد الله» شاعرًا بليغًا يهتم باللغة العربية وفنونها وآدابها، فالتف حوله عدد من الأدباء والعلماء والفقهاء، منهم «أبو عبيد الله القاسم بن سلام» –المتوفى سنة (224هـ = 839م)- وكان «عبد الله بن طاهر» يشمله بالعطف والرعاية، فكان إذا ألف كتابًا أهداه إلى «عبد الله» فيكافئه على ذلك بالأموال الكثيرة، كما ارتبط كذلك بالشاعر «كلثوم بن عمرو بن الحارث» –«العنابي»- وكانت بينهما علاقة وطيدة، وارتبط به كذلك «يوحنا بن ماسويه» الطبيب الشهير، وألف له كتاب: «الصداع وعلله وأوجاعه وجميع أدويته».
واستمر «عبد الله بن طاهر» يبذل جهده في جد وإخلاص لبناء صرح تلك الدولة التي حملت اسم عائلته لأكثر من نصف قرن من الزمان، حتى ينهض بها أبناؤه وأحفاده من بعده، لا يتوانى في سبيل تحقيق هذا الهدف لحظة، ولا يغفل عن تنفيذ تلك الغاية طرفة عين حتى توفى في (11 من ربيع الأول 230هـ = 26 من نوفمبر 844م) عن عمر بلغ (48) عامًا.